# Сен-Венсан (Италия)

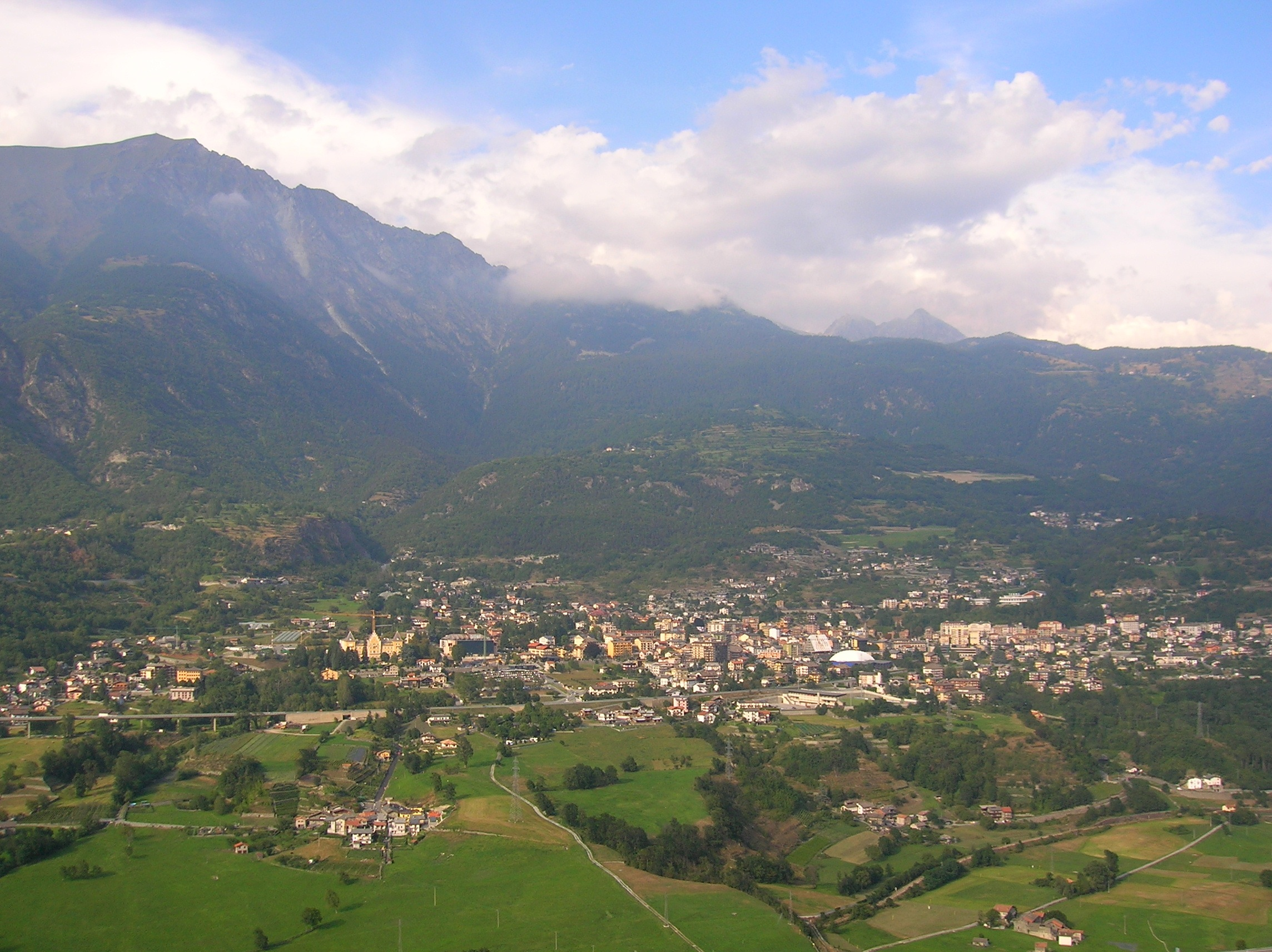
Сен-Венсан: вид со стороны Юссельского замка.

Сен-Венсан (фр. Saint-Vincent) — коммуна в Италии, располагается в автономном регионе Валле-д’Аоста.
Население составляет 4846 человек (2008 г.), плотность населения составляет 233 чел./км². Занимает площадь 21 км². Почтовый индекс — 11027. Телефонный код — 0166.
Покровителем коммуны почитается  священномученик Викентий Сарагосский, празднование 22 января.
В городке находится известное казино, открытое в 1946 году.

## Демография
Динамика населения:

## Галерея

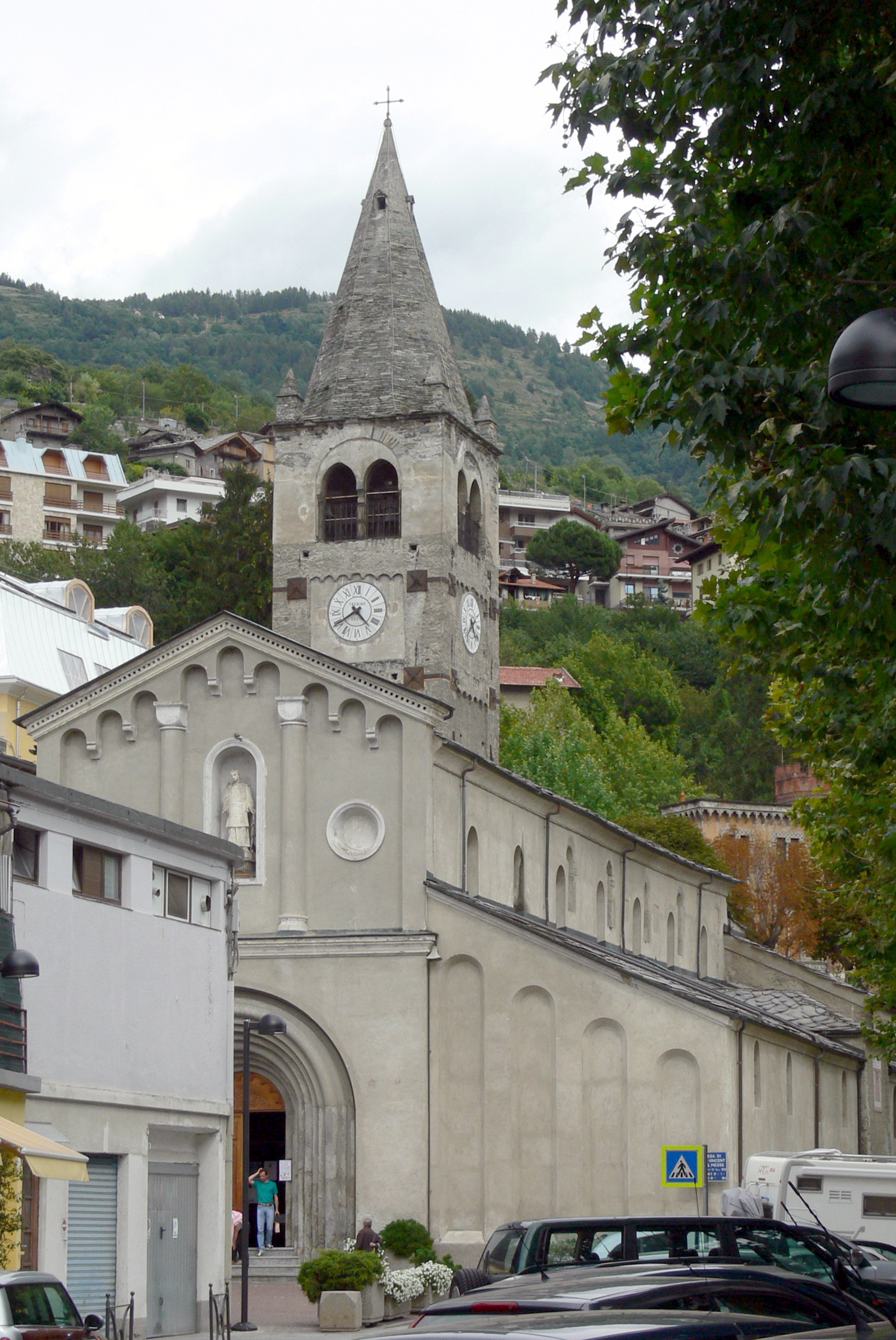
Приходской храм св.Викентия.
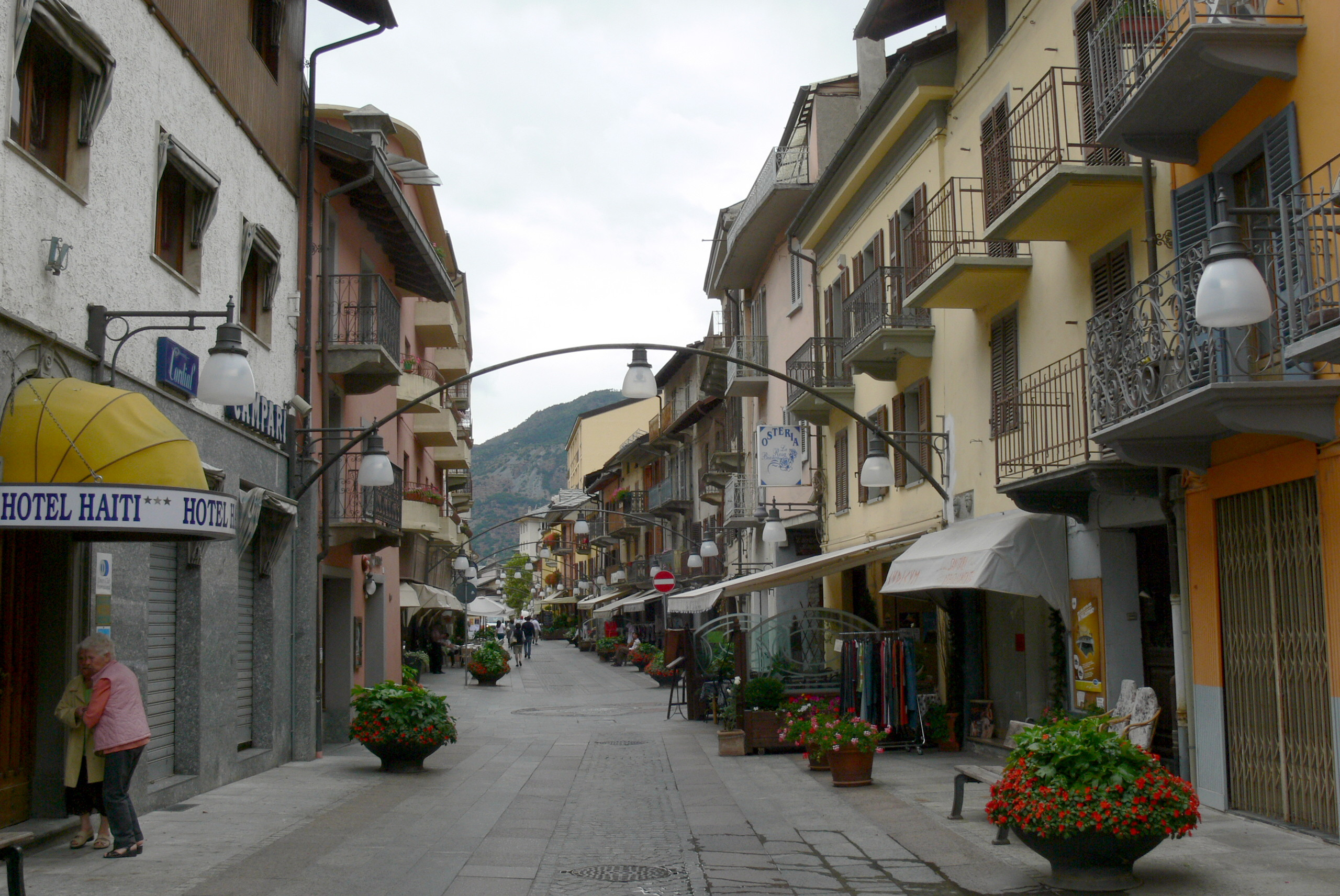
Улица Эмиля Шану.
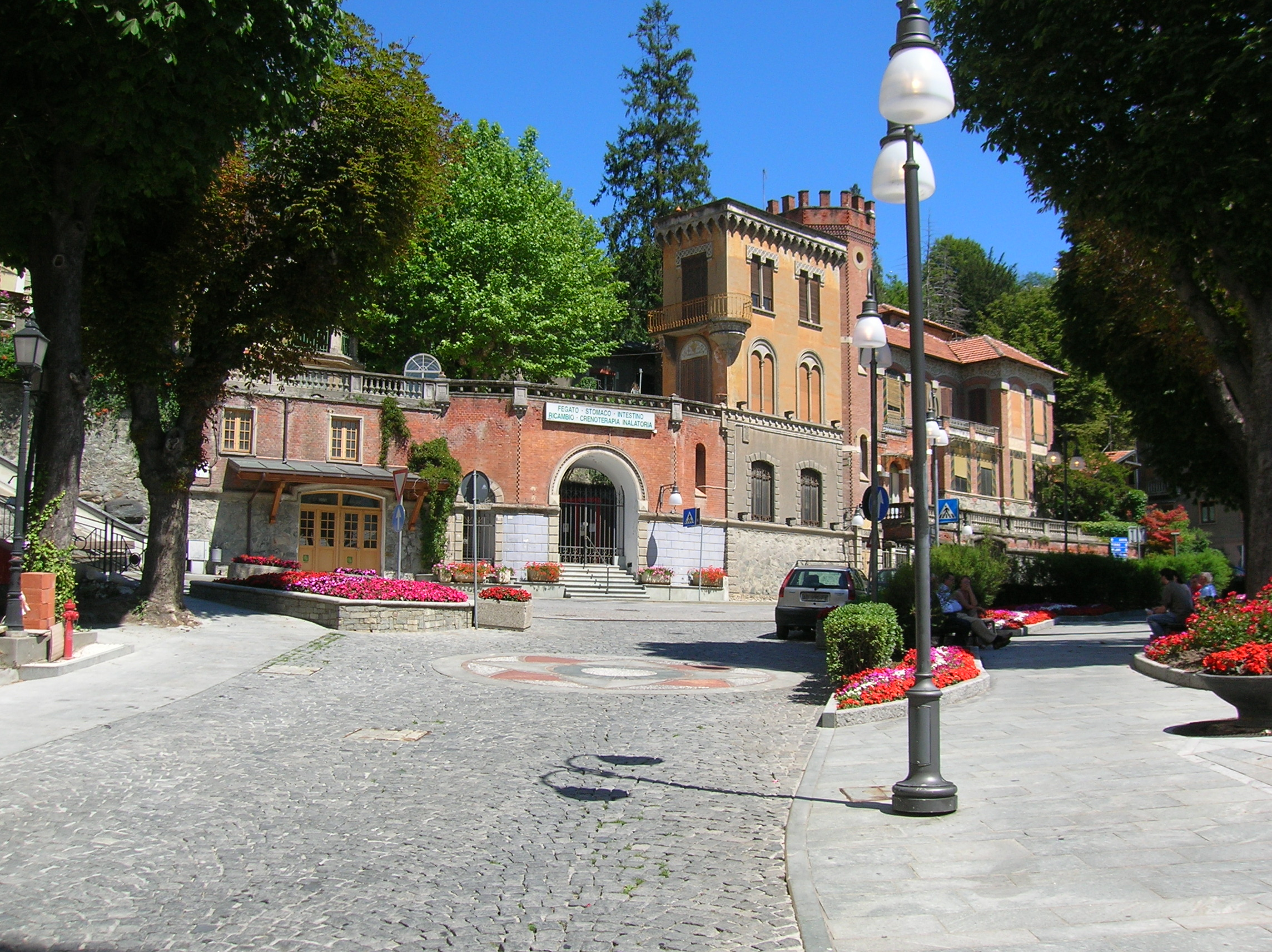
Площадь 28 апреля: лестница к станции фуникулёра слева и вилла Куадро (Quadro) справа.
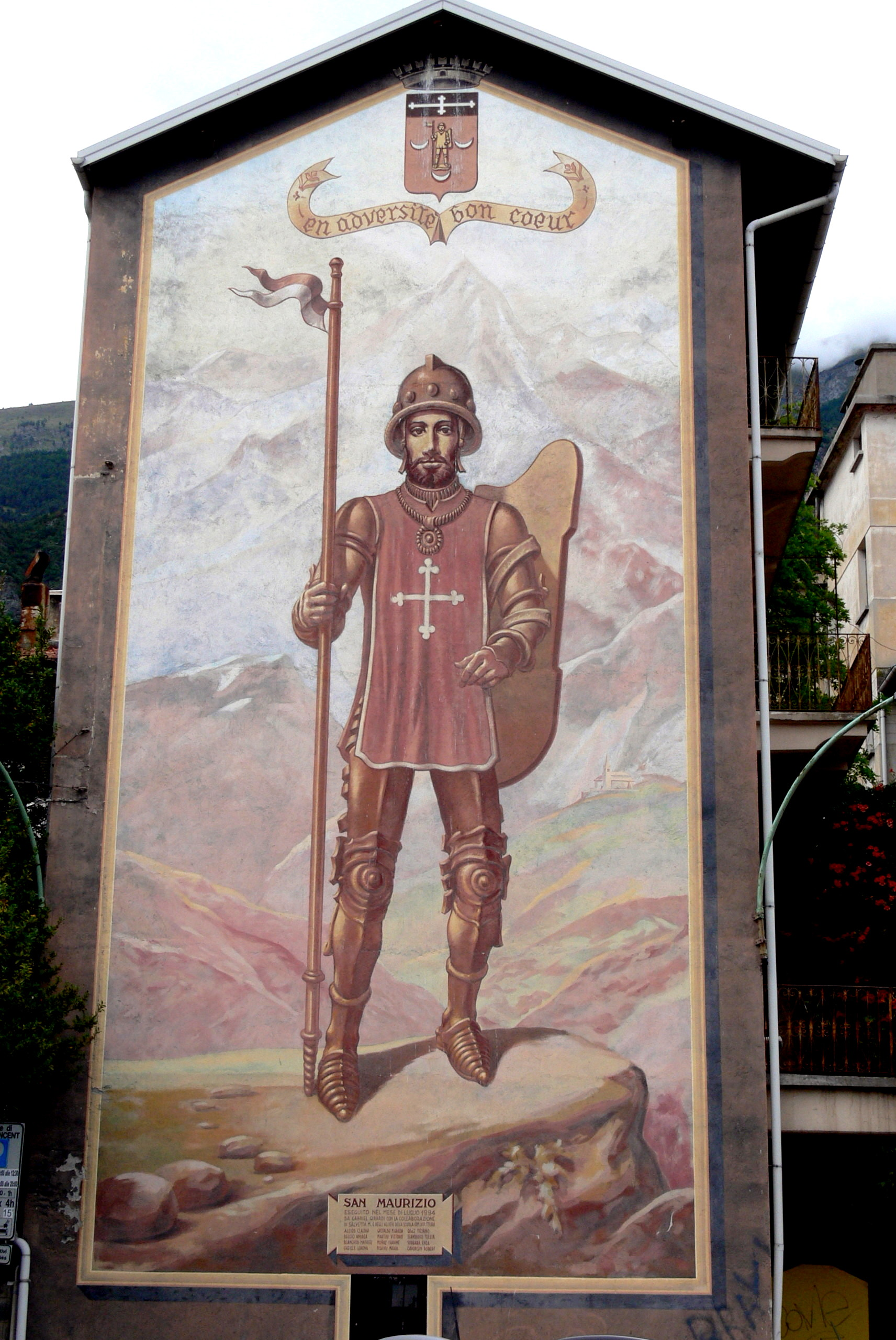
Святой Маврикий. Фреска. Торговая площадь.
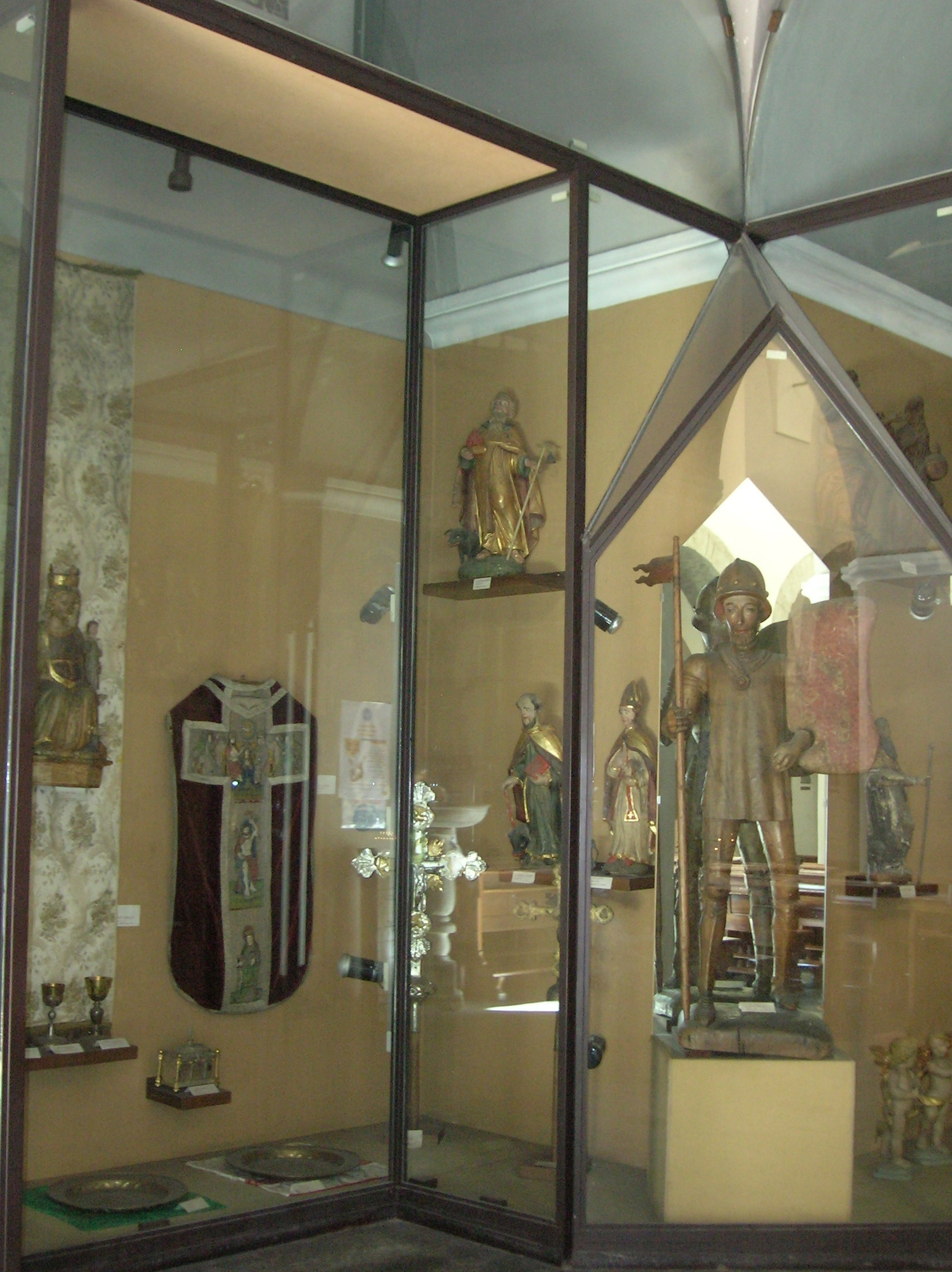
Приходской храм: музей святынь.
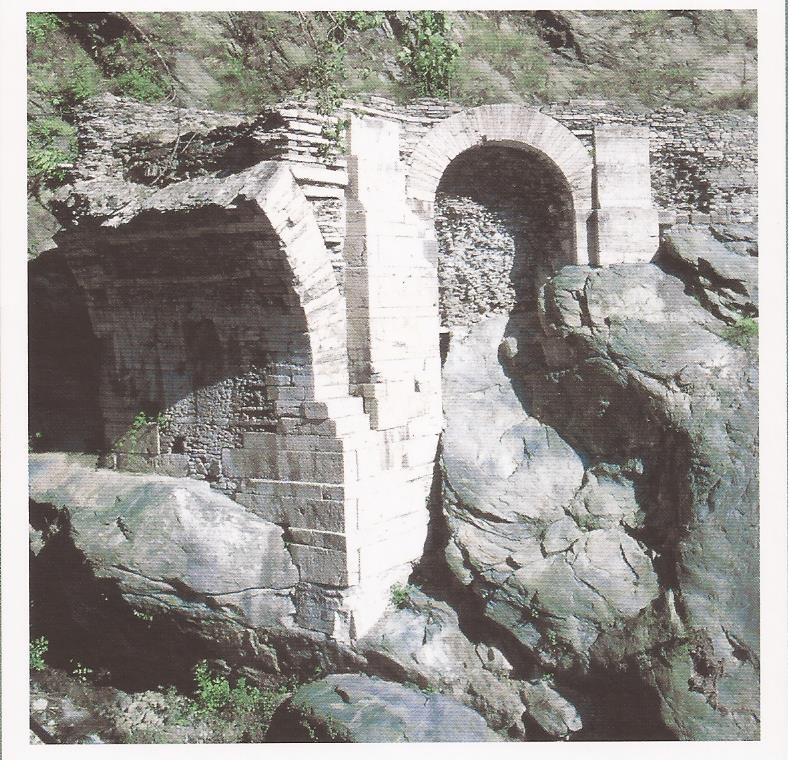
Остатки римского моста.